# Cabeza Mediana
Cabeza Mediana är en bergstopp i Spanien.   Den ligger i provinsen Provincia de Madrid och regionen Madrid, i den centrala delen av landet, 50 km norr om huvudstaden Madrid. Toppen på Cabeza Mediana är 1 686 meter över havet, eller 97 meter över den omgivande terrängen. Bredden vid basen är 1,4 km.
Terrängen runt Cabeza Mediana är bergig västerut, men österut är den kuperad.Runt Cabeza Mediana är det ganska glesbefolkat, med 35 invånare per kvadratkilometer. Närmaste större samhälle är San Ildefonso, 10,4 km nordväst om Cabeza Mediana. Trakten runt Cabeza Mediana består i huvudsak av gräsmarker.